# Stormy Friday EP
Stormy Friday EP는 The Quiett이 발표한 EP 앨범으로, 2011년 11월 23일 온라인으로 무료 발표되었다.
The Quiett이 자신의 삶에 관한 깊은 이야기를 고백하듯이 담은 것이 인상적인 앨범이며, The Quiett의 여러 앨범들 가운데 가장 깊이있는 가사들을 담은 앨범이라고도 볼 수 있다.
타이틀 곡은 Came From The Bottom이었지만, 발표 당시 가장 주목을 받은 곡은 소울 컴퍼니의 해체에 관한 심경을 담은 우리들만 아는 얘기였다.
소울 컴퍼니의 마지막 콘서트 4일전에 이 앨범이 발표된 것을 생각하면 우리들만 아는 얘기가 이 앨범 주제의 중심에 있음은 부정할 수 없을 것이다.
첫 발매 당시 'Mr. Lonely Part2'와 'Boyz To Men'은 CD에만 수록된 보너스 트랙이었으나, 2014년 10월 8일 앨범 재발매와 함께 음원 사이트에서도 들을 수 있게 되었다.

## 트랙 리스트
1. T.G.I.F
2. Came From The Bottom
3. The Real Me
4. Mr. Lonely Part 1 (feat. Jay Park)
5. 우리들만 아는 얘기
6. 귀로 (feat. Jerry.k & 화나)
7. Stormy Friday
8. Mr. Lonely Part 2
9. Boys To Men